# Mataró
Mataró este un oraș în Spania în comunitatea Catalonia în provincia Barcelona. În 2004 avea o populație de 118.748 locuitori.

## Personalități născute aici
- Pedro Pubill i Calaf (cunoscut ca Peret, 1935 - 2014), cântăreț;
- Dídac Vilà (n. 1989), fotbalist.